# Charmed (TV-serie)
Charmed är en amerikansk TV-serie framtagen av Jennie Snyder Urman, samt av Jessica O'Toole och Amy Rardin, för TV-kanalen The CW. Serien är en reboot på den första Charmed-serien, som i Sverige har gått under namnet Förhäxad. Den består totalt av fyra stycken säsonger, med totalt 72 avsnitt.
Seriens första säsong hade premiär på The CW den 14 oktober 2018, för att sedan avslutas den 10 juni 2022.

## Rollista (i urval)
- Melonie Diaz – Mel Vera
- Madeleine Mantock – Macy Vaughn (säsong 1–3)
- Sarah Jeffery – Maggie Vera
- Ser'Darius Blain – Galvin Burdette (säsong 1)
- Ellen Tamaki – Niko Hamada (säsong 1)
- Rupert Evans – Harry Greenwood
- Nick Hargrove – Parker Caine (säsong 1 och 2)
- Jordan Donica – Jordan Chase (säsong 2–4)
- Poppy Drayton – Abigael Jameson-Caine (säsong 2–3)
- Lucy Barrett – Michaela "Kaela" Danso (säsong 4)